# Čićo Jazz Band
Čićo Jazz Band je hrvatska glazbena skupina iz Splita. Izvode fuzijski jazz i latin jazz.
Članovi su poznati lokalni glazbenici. Skupina se zove po članu Jadranu Dučiću Čići, višestrukom dobitniku Porina. Nastupali su kao Čićo Jazz Trio u sastavu: Jadran Dučić Čićo ( bubnjevi), Goran Cetinić Koča (gitara) i Goran Slaviček Salko (bas). Pristupio im je Andrej Petković Petko na udaraljkama te djeluju kao Čićo Jazz Band.
Nastupili su na Reviji urbane kulture u Splitu 2015. i 2016. godine.